# Helenurme
Helenurme – wieś w Estonii, w prowincji Parnawa, w gminie Halinga.